# Dancing Days
Dancing Days is een nummer van de Engelse rockband Led Zeppelin. Het is het vijfde nummer van hun vijfde studioalbum Houses of the Holy uit 1973. Het nummer werd in mei 1973 in Nederland uitgebracht als B-kant van de single "Over the Hills and Far Away".

## Compositie en opname
Het nummer is in 1972 opgenomen in Mick Jaggers huis Stargroves in Hampshire, met behulp van de Rolling Stones Mobile Studio en geluidstechnicus Eddie Kramer. De eindmix vond plaats in de Electric Lady Studios in New York, eveneens onder leiding van Eddie Kramer.
De muziek is gebaseerd op een Indiase melodie die gitarist Jimmy Page en zanger Robert Plant hadden gehoord tijdens hun bezoek in 1972 aan Bombay. De optimistische tekst van "Dancing Days" komt voort uit de goede onderlinge samenwerking tussen de bandleden, tijdens de muzieksessies in Stargroves. Volgens Eddie Kramer dansten ze gezamenlijk door de tuin van het landhuis toen hij ze de eindmix van het nummer liet horen. Het werd op 24 maart 1973 door Atlantic Records aangeboden bij BBC Radio 1 als promotiesingle voor het nieuwe album.

## Recensies
Muziekjournalist Gordon Fletcher van Rolling Stone Magazine, gaf het nummer in 1973 een negatieve review, hij noemde het nummer: "Slechts een opvulsel voor het album".
De website Sputnikmusic, was een stuk positiever over het nummer en noemde het: "Een van de leukste Zeppelin nummers. Het is een te gek nummer met een fantastische gitaarriff. De tekst is heel abstract en vreemd, wat alleen maar bijdraagt aan de charme van het nummer".

## Live-uitvoeringen
"Dancing Days" werd op 19 juni 1972, tijdens de concerttour door de Verenigde Staten en Canada, voor het eerst twee keer live uitgevoerd in de Seattle Center Arena in Seattle. Eerst tijdens het concert zelf, en daarna als toegift. Het nummer werd tijdens deze tour nog enkele malen gespeeld, waarvan een versie te horen is op het livealbum How the west was won, uit 2003. Deze opname is een compilatie van de optredens op 25 en 27 juni 1972, in respectievelijk The Forum in Inglewood (Californië), en de Long Beach Arena in Long Beach (Californië). Na het verschijnen van het album Houses of the Holy, werd het nummer amper nog gespeeld. Op 13 juli 1973 werd het nog als toegift gespeeld in de Cobo Hall in Detroit, Michigan tijdens de concerttour door de VS en Canada. Tijdens de concerttour door de VS in 1977, was het enkele malen onderdeel van de akoestische set, samen met de nummers "White Summer"-"Black Mountain Side" en "Bron-Y-Aur Stomp".

## Cover-versies
"Dancing Days" is door diverse artiesten gecoverd. De bekendste zijn:

| Artiest                                               | Album                                      | Jaar |
| ----------------------------------------------------- | ------------------------------------------ | ---- |
| Stone Temple Pilots                                   | Encomium: A Tribute to Led Zeppelin        | 1995 |
| Vitamin String Quartet                                | The String Quartet Tribute to Led Zeppelin | 2006 |
| Vanilla Fudge                                         | Out Through the In Door                    | 2007 |
| Led Zepagain                                          | Led Zepagain II: A Tribute To Led Zeppelin | 2007 |
| Gov't Mule                                            | Holy Haunted House                         | 2008 |
| John Wetton, Geoff Downes, Alan White, Billy Sherwood | The Ultimate Tribute to Led Zeppelin       | 2008 |